# Chorthippus heilongjiangensis
Chorthippus heilongjiangensis är en insektsart som beskrevs av Yong Shan Lian och Z. Zheng 1987. Chorthippus heilongjiangensis ingår i släktet Chorthippus och familjen gräshoppor. Inga underarter finns listade i Catalogue of Life.